# Flannery O'Connor
Flannery O'Connor (Savannah, Geòrgia, 25 de març de 1925 - Milledgeville, Geòrgia, 3 d'agost de 1964) va ser una escriptora i assagista estatunidenca.
Va escriure dues novel·les i trenta-un relats curts, així com diversos articles. S'emmarca en una generació d'escriptors del sud dels Estats Units que escrivien novel·la gòtica, amb un estil d'humor sardònic, escenaris locals i personatges grotescos. Els seus escrits també reflecteixen la seva fe catòlica i examinen amb freqüència qüestions sobre l'ètica i la moral.
Les seves obres completes, recopilades pòstumament, van guanyar el Premi Nacional de Llibres de Ficció dels Estats Units el 1972 i han estat objecte de grans elogis. Es tracta d'una de les autores més importants de la literatura estatunidenca del segle xx i és comparada sovint amb William Faulkner, Carson McCullers o Katherine Ann Porter.